# St.-Ursula-Gymnasium (Düsseldorf)

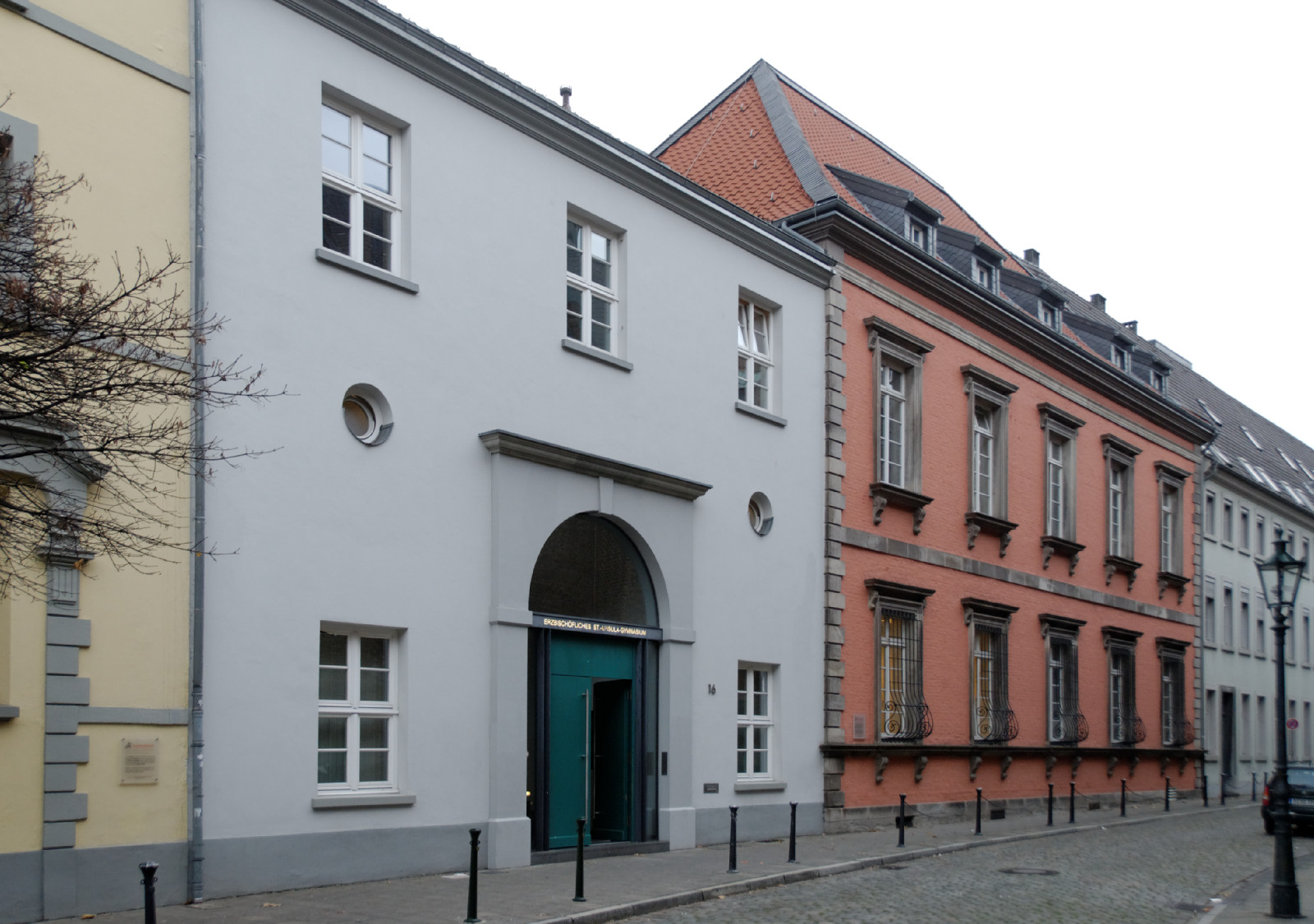
St.-Ursula-Gymnasium in der Ritterstraße

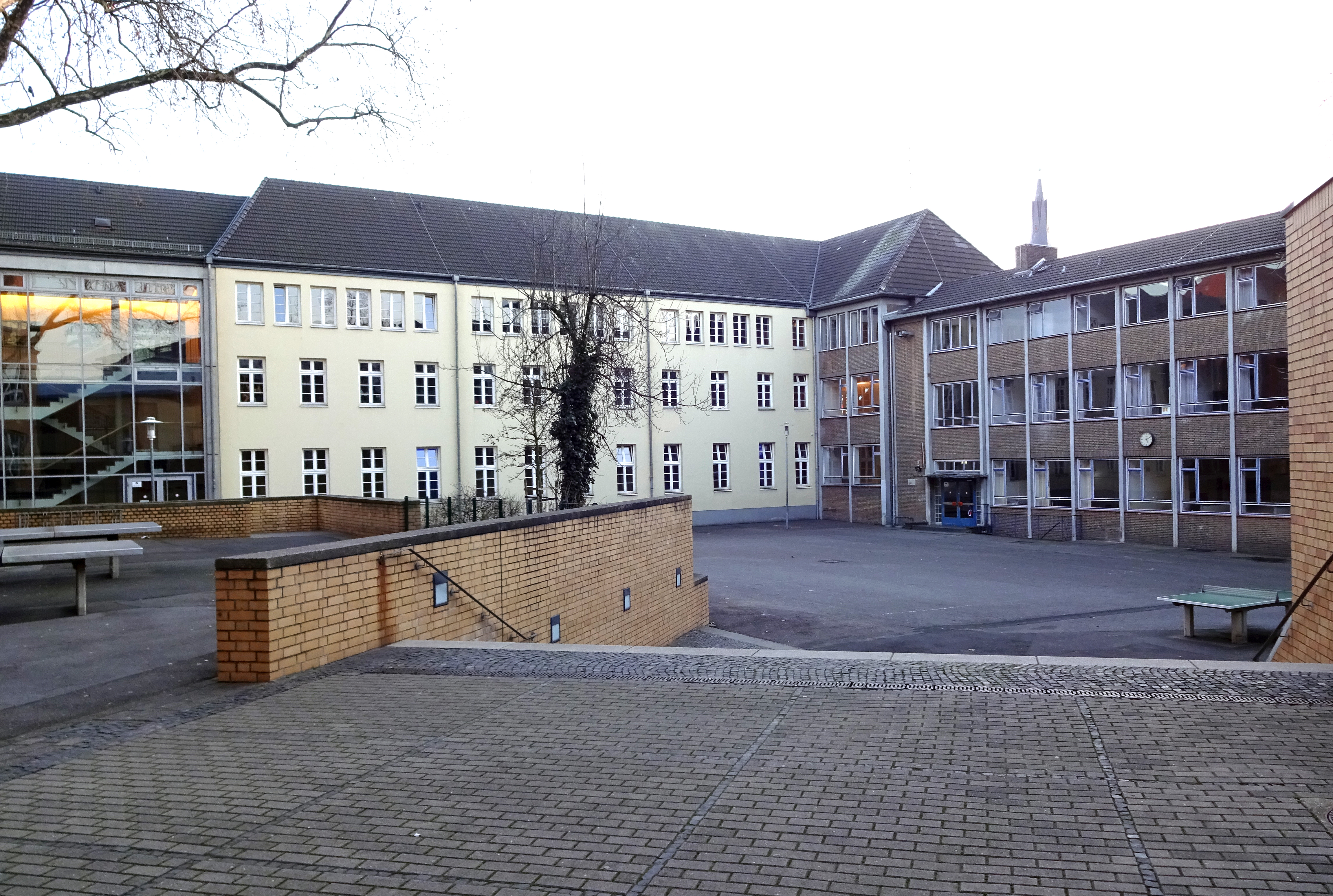
Schulhof mit Blick auf ehemaliges Kloster (Kernsanierung 1998/99) und Neubau an der Ursulinengasse (2018)

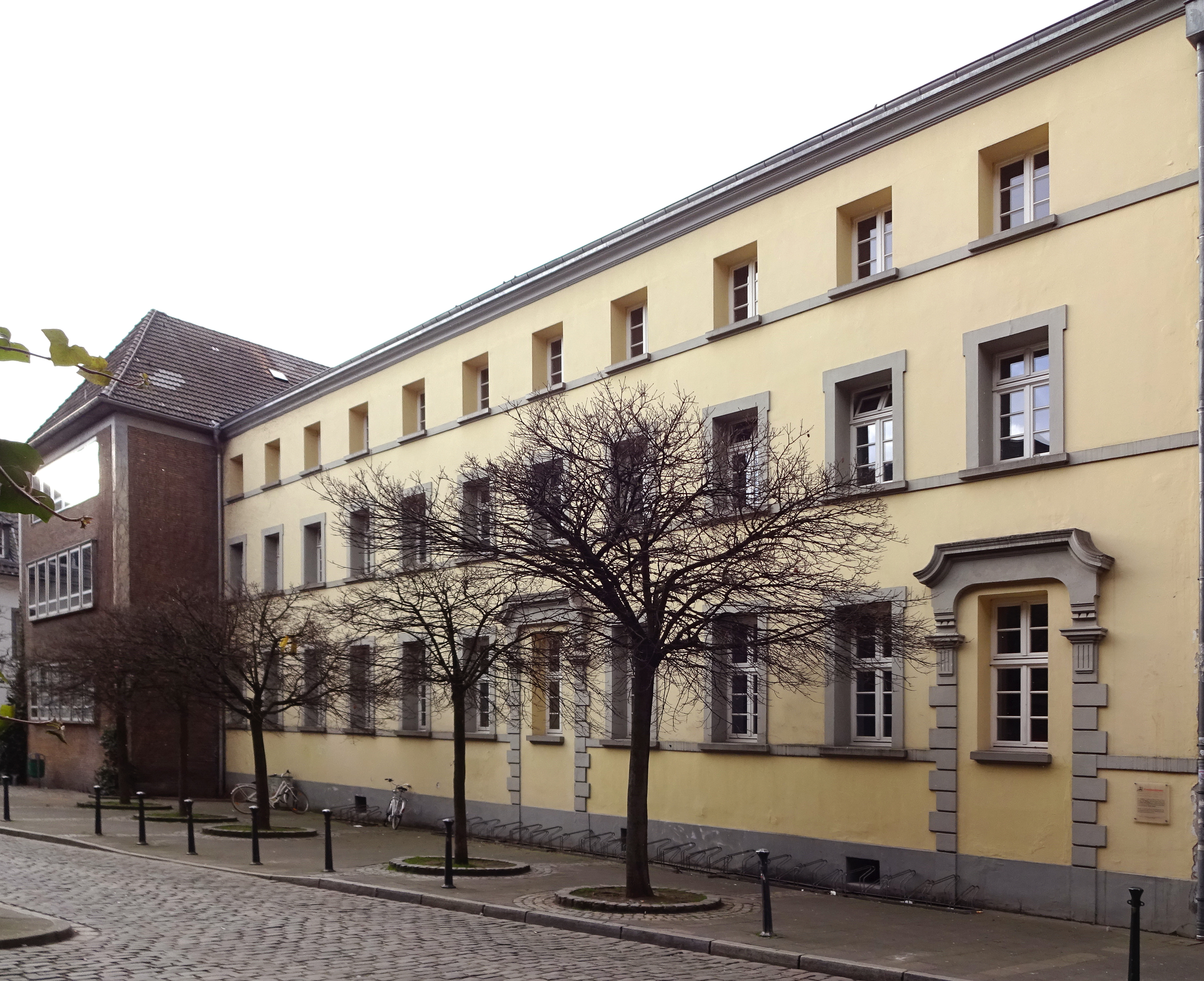
Fassade des ehemaligen Ursulinen-Klosters (2018)

Das St.-Ursula-Gymnasium in der Düsseldorfer Altstadt wurde durch die Ursulinen gegründet, die seit 1677 in Düsseldorf nachweisbar sind. Bis 1985 war es eine Mädchenschule.  Das  koedukative Gymnasium ist eine staatlich genehmigte Schule in der Trägerschaft des Erzbistums Köln. Es hat etwa 1.100 Schüler und 90 Lehrer.
Das Gymnasium befindet sich am Rand der Altstadt neben der Kunstakademie Düsseldorf unweit der Düsseldorfer Rheinpromenade.

## Geschichte
Die Anfänge einer eigenständigen Mädchenbildung in der Stadt Düsseldorf gehen kaum vor die Mitte des 17. Jahrhunderts zurück. Aktivitäten von Ursulinen sind nicht vor 1677 nachweisbar. Die erste Aussage über die Durchführung von einer schulischen Unterweisung ist datiert auf den Juli 1679. Ausgegangen war die Initiative bereits vom Landesherrn Philipp Wilhelm, der seit 1666 auf Hebung des Bildungsniveaus in seiner Residenzstadt drang. Die in der Stadt lebenden ca. 400 schulfähigen Mädchen wurden bis zum Eintreffen der Ursulinen teilweise nur von 6 Devotessen (Lehrschwestern, die eng mit den Jesuiten kooperierten) versorgt.
Kurfürst Johann Wilhelm schenkte 1684 den Ursulinen ein Grundstück im Bereich der heutigen Ritterstraße Nr. 14, die damals für eine Stadterweiterung neu angelegt wurde.
Danach bis Oktober 1686, dem provisorischen Bezugsdatum des neuen Gebäudes, errichteten die Ursulinen auf diesem Gelände ein Klostergebäude, das zugleich als Wohnhaus, Kapelle und Schullokal dienen musste. Fertiggestellt war das Klostergebäude 1688. Die örtlich vom Gebäude getrennte Klosterkirche wurde erst 1702 errichtet. Im Klostergebäude war erstmals ein eigener Schulraum vorhanden. Davor wurde der Unterricht in angemieteten Räumen durchgeführt. 1707 wurde eine „newe auswendige schul“ errichtet und der Unterricht in dieser Schule durchgeführt.
Seit der Mitte des 18. Jahrhunderts setzte ein Niedergang von Schule und Kloster der Düsseldorfer Ursulinen auf Grund der schlechten finanziellen Lage ein. Den 1779 notwendig werdenden Neubau des Schulgebäudes finanzierten die Schwestern nur durch Kollekten. Die letzte Schwester verließ 2014 die Schule, um als Oberin im Mutterhaus in Kaarst neue Aufgaben zu übernehmen.
Die größten Gefährdungen für den Bestand der Ursulinenschulen gingen von der staatlichen Schulpolitik aus, die Teil einer gesamtstaatlichen Finanz- und Reorganisationspolitik war, und von den Säkularisationsbestrebungen, die als sogenannte „Vorsäkularisationen“ noch im 18. Jahrhundert einsetzten und erst zu Beginn der preußischen Zeit im Rheinland ihr Ende fanden.
Danach wurde ihr Bestand durch den Kulturkampf zwischen Preußen und der katholischen Kirche nochmals gefährdet. Durch neue nur kurzfristig geltende preußische Gesetze im Rahmen dieses Kulturkampfes für Orden und Kongregationen wurden Aktivitäten für katholische Orden und Ordensschulen in Preußen vom 31. Mai 1875 bis 1. Oktober 1875 stark eingeschränkt. Dies betraf auch den Orden der Ursulinen und ihre Schule. Die Mitglieder des Ordens wurden aus Düsseldorf und Preußen vertrieben und die Schule 1875 geschlossen. Die Ursulinen verließen am 1. Oktober 1875 die Stadt und Klostergebäude und Schule wurden vom Orden verkauft. Käufer war eine vorausschauende Gruppe von Düsseldorfer Bürgern, die die Immobilie erwarben und bis zur Rückkehr des Ordens vorhielten. 1888 kehrte der Orden zurück und der Schulbetrieb der „Höheren Mädchenschule der Ursulinen“ wurde wieder aufgenommen.
Während des Zweiten Weltkriegs wurden große Teile der Schulgebäude zerstört. Nachdem die Schulen wieder im Herbst 1945 ihre Arbeit aufnehmen durften, begann St. Ursula mit 45 Schülerinnen. Erst zu diesem Zeitpunkt wurde Französisch als erste Fremdsprache durch Englisch ersetzt.
Seit 1986 können nun neben Mädchen auch Jungen das Gymnasium besuchen. Obwohl sich das Gymnasium nach der Bildungspolitik des Landes Nordrhein-Westfalen richtet, nutzt die Schule ihre durch das Schulgesetz gegebenen Freiräume zur Wahrung einer christlich geprägten Identität. Das reichhaltige Angebot an sprachlichen, gesellschafts- und naturwissenschaftlichen Fächern, der Austausch mit anderen ausländischen Schulen, die Verbindungen zu Hochschulen und regionaler Industrie und Gewerbe sowie die gute Ausstattung der Schule bescheren dem St.-Ursula-Gymnasium einen guten Ruf weit über die Stadtgrenzen hinaus.

## Schulgebäude

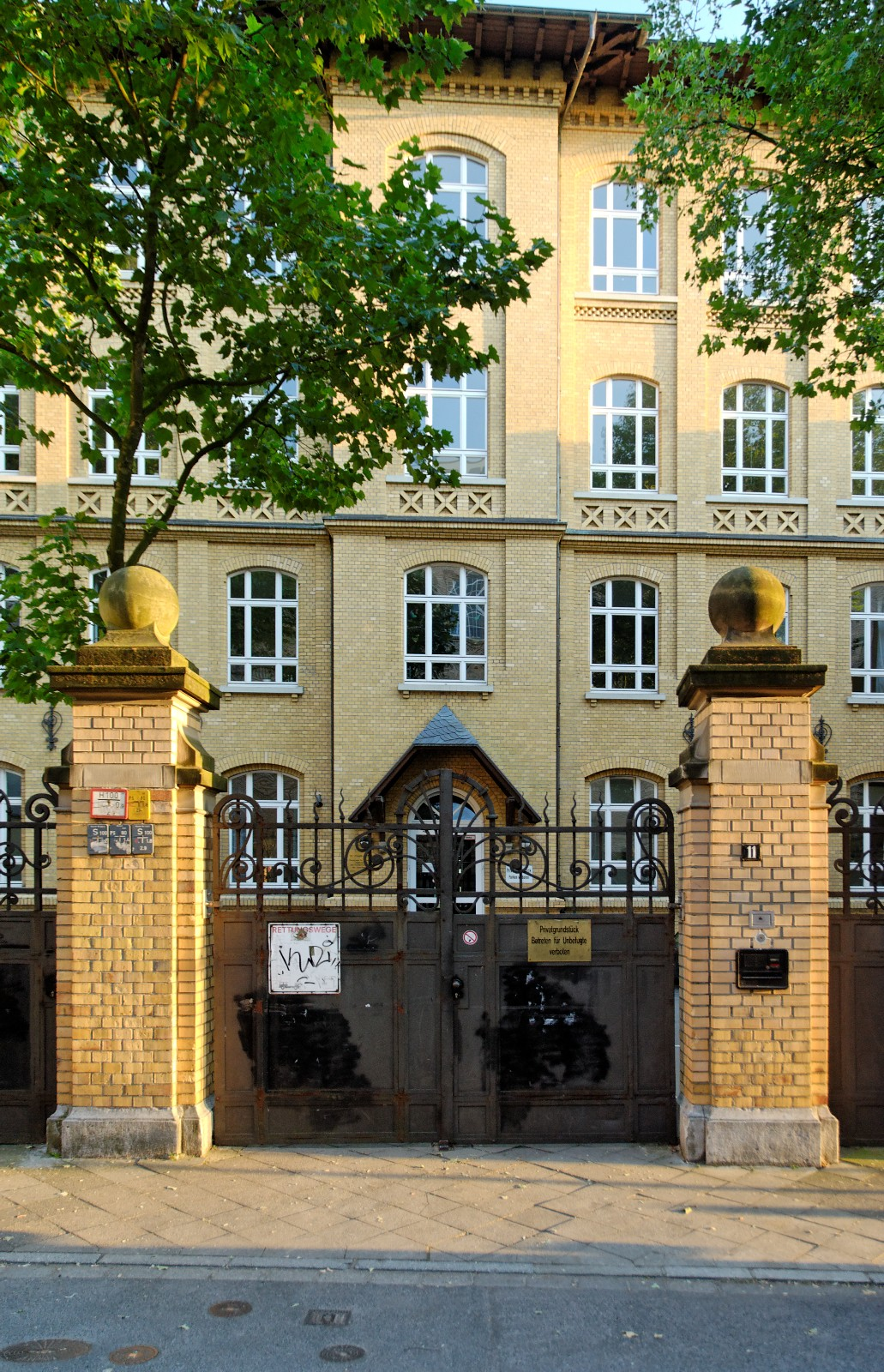
Eingang zum St.-Ursula-Berufskolleg an der Eiskellerstraße

An der Schule fanden große Renovierungsmaßnahmen statt. Das Rektorat und einige Klassen- und Kursräume befinden sich im historischen und kürzlich renovierten Schulgebäude an der Ritterstraße. Darüber hinaus verfügt die Schule noch mit dem Neubau, dem St.-Ursula-Berufskolleg an der Eiskellerstraße und der Kreuzherrenkirche über weitere Klassen- und Kursräume. Der Sportunterricht findet in den zwei großen Sport- oder der kleineren Turnhalle statt, die auch für Theater- oder Musikaufführungen genutzt werden. Für sportliche Wettkämpfe oder Leichtathletik weicht die Schule oft auch auf das etwa 5 km entfernte Trainingsgelände rund um die Merkur Spiel-Arena aus.
Als Aula wird ebenfalls der Raum 907, eine der Sporthallen oder die Kreuzherrenkirche genutzt.

## Absolventen
- Petra Vieten, Unternehmerin, Moderatorin, Schauspielerin, Model (Abitur 1984)
- Maria Radner (1981–2015), Opernsängerin (Abitur 2000)
- Benjamin Kleibrink, erster deutscher Einzelolympiasieger in der Waffe Herrenflorett
- Cordula Stratmann, Komikerin, Schauspielerin, Moderatorin und Schriftstellerin